# Puerto Deseado
Puerto Deseado är en kommunhuvudort i Argentina.   Den ligger i provinsen Santa Cruz, i den södra delen av landet, 1 600 km söder om huvudstaden Buenos Aires. Puerto Deseado ligger 31 meter över havet och antalet invånare är 10 237.
Terrängen runt Puerto Deseado är platt. Havet är nära Puerto Deseado åt sydost. Trakten är glest befolkad. 
Trakten runt Puerto Deseado består i huvudsak av gräsmarker.